# Dar Jamaï
Dar Jamaï ou Palácio Jamaï (dar significa palácio em árabe) é um edifício histórico da cidade de Mequinez, Marrocos, onde está instalado o Museu Dar Jamaï, um museu etnográfico. Foi construído em 1882 por Mohamed ben Larbi Jamaï, grão-vizir do sultão Mulei Haçane I (r. 1873–1894). A família Jamaï construiu também um palácio em Fez, conhecido igualmente como Dar Jamaï, alguns anos mais recente do que o de Mequinez. O palácio inclui o chamado Jardim Andalusino, com ciprestes e muitas árvores de fruto, nomeadamente grandes laranjeiras,

## Arquitetura e história
O edifício é ricamente decorado com estuque esculpido e madeira pintada, nomeadamente cornijas, dando uma ideia ao visitante do luxo em que viviam as classes mais abastadas de Mequinez. Após a morte de Mulei Haçane, a família Jamaï caiu em desgraça e acabou por ser despojada dos seus bens pelo grão-vizir de Mulei Abdalazize, Amade ibne Muça ibne Amade, conhecido como Bamade. O palácio viria a ser comprado por Madani Glaui, grão-vizir de Mulei Abdal Hafide (r. 1908–1912) e irmão do célebre Thami El Glaoui, que nunca o chegou a habitar. Nos primeiros tempos do Protetorado Francês, os franceses converteram-no em hospital militar em 1912 e em 1920 passou a ser o "Museu das Artes Indígenas", sendo depois rebatizado com o nome atual. O edifício está classificado como património protegido desde 1920.

## Exposição permanente
A exposição permanente do museu intitula-se (em 2015) "Artes e ofícios tradicionais de Mequinez". Tem como objetivo apresentar a riqueza do acervo do museu, tentando mostrar a função no palácio de cada uma das peças expostas e o seu papel na identidade sócio-cultural local. O percurso da exposição percorre diferentes espaços arquiteturais do palácio. O primeiro espaço, no rés de chão, que inclui o pátio, os quartos e a cozinha, é um espaço de natureza privada, e nele são apresentados os ofícios tradicionais da cidade: madeira de cedro esculpida e pintada, mobiliário, arquitetura, bordados multicoloridos pelos quais Mequinez é conhecida, cafetãs, alguns extravagantemente bordados a ouro e prata, cintos, selas brocadas, joalharia, bijuteria, cerâmica, latoaria em latão e cobre, artesanato em ferro, damasquinagem (embutidos de prata e ouro em ferro), além de uma rica coleção de tapetes representativos de vários estilos de diferentes regiões de Marrocos. Outra parte da exposição no rés de chão é dedicada à fantasia, a arte equestre magrebina com grande tradição na cidade há vários séculos.
O piso superior foi concebido como um espaço público, que inclui um salão de cerimónias, um corredor onde estão expostos manuscritos do século XVII e uma cuba (santuário com uma cúpula). Esta última está arranjada como um salão tradicional, com tapetes luxuosos e almofadas. No percurso da exposição há também um pavilhão de recreio em madeira pintada. A conceção da exposição teve em mente atrair o interesse dos visitantes de todas as idades e nesse sentido o museu tem um espaço reservado às crianças, com ateliers de desenho e de animação.